# Gnamptogenys horni
Gnamptogenys horni es una especie de hormiga del género Gnamptogenys, categorizada en la tribu Ectatommini, de la subfamilia Ectatomminae. Fue descrita por Santschi en 1929.

## Distribución
Se distribuye por América: Bolivia, Brasil, Colombia, Ecuador, Guayana Francesa, Guyana, Panamá, Perú, Surinam, Trinidad y Tobago y Venezuela.

## Hábitat
Habita en bosques lluviosos primarios y secundarios, en plantaciones de café, bordes de arroyos, bosques húmedos tropicales, la hojarasca, montículos, en nidos y troncos. Se ha encontrado a elevaciones de 20 hasta 860  m s. n. m.